# Štefan Cap
Štefan Cap (4. prosince 1917 – ???) byl slovenský a československý politik Komunistické strany Slovenska a poúnorový poslanec Slovenské národní rady a Národního shromáždění ČSR.

## Biografie
V březnu 1954 byl dodatečně jako náhradník ustanoven poslancem Slovenské národní rady. Ve volbách roku 1954 byl zvolen do Národního shromáždění za KSS ve volebním obvodu Trebišov. V parlamentu setrval až do konce funkčního období, tedy do voleb roku 1960.
V roce 1953 se uvádí jako člen Ústředního výboru Komunistické strany Slovenska. K roku 1954 se profesně uvádí jako náměstek předsedy KNV v Košicích. Byl nositelem vyznamenání Za zásluhy o výstavbu.